# Allan Wenander
Lars Allan Wenander (även stavat Venander), född 21 februari 1902 i Göteborg, död 1 oktober 1978 i Lindome, var en svensk friidrottare (stående höjdhopp, mångkamp) och senare fotbollsspelare. 
Wenander tävlade för klubben Kolltorps IK i Göteborg och vann SM i stående höjdhopp åren 1926 och 1927. 1929 sadlade han om och började spela fotboll i allsvenska Gais. Han gjorde dock endast tre matcher för klubben i allsvenskan under vårsäsongen 1929, och återgick därefter till friidrotten.